# Cantharidinae
Cantharidinae zijn een onderfamilie van weekdieren uit de klasse van de Gastropoda (slakken).

## Geslachten
- Agagus Jousseaume, 1894
- Amonilea Cossmann, 1920 †
- Anceps Kolesnikov, 1939 †
- Calthalotia Iredale, 1929
- Cantharidoscops Galkin, 1955
- Cantharidus Montfort, 1810
- Clelandella Winckworth, 1932
- Gibbula Risso, 1826
- Gibbuliculus Harzhauser, 2021 †
- Iwakawatrochus Kuroda & Habe, 1954
- Jujubinus Monterosato, 1884
- Kanekotrochus Habe, 1958
- Kishinewia Kolesnikov, 1935 †
- Komaitrochus Kuroda & Iw. Taki, 1958
- Lesperonia Tournouër, 1874 †
- Micrelenchus Finlay, 1926
- Nanula Thiele, 1924
- Odontotrochus P. Fischer, 1879
- Oxystele Philippi, 1847
- Pagodatrochus Herbert, 1989
- Paroxystele O. Schultz, 1970 †
- Phasianotrochus P. Fischer, 1885
- Phorculus Cossmann, 1888 †
- Phorcus Risso, 1826
- Pictodiloma Habe, 1946
- Priotrochus P. Fischer, 1879
- Prothalotia Thiele, 1930
- Pseudodiloma Cossmann, 1888 †
- Pseudotalopia Habe, 1961
- Rollandiana Kolesnikov, 1939 †
- Roseaplagis K. M. Donald & Spencer, 2016
- Sarmatigibbula Sladkovskaya, 2017 †
- Sinzowia Kolesnikov, 1935 †
- Steromphala Gray, 1847
- Thalotia Gray, 1847
- Timisia Jekelius, 1944 †
- Tosatrochus MacNeil, 1961

### Synoniemen
- Canthiridus => Cantharidus Montfort, 1810
- Caragolus Monterosato, 1884 => Phorcus Risso, 1826
- Colliculus Monterosato, 1888 => Steromphala Gray, 1847
- Elenchus Swainson, 1840 => Cantharidus Montfort, 1810
- Fanulina Coen, 1937 => Gibbula Risso, 1826
- Gibboforskalia Coen, 1937 => Gibbula Risso, 1826
- Gibbulastra Monterosato, 1884 => Steromphala Gray, 1847
- Korenia Friele, 1877 => Steromphala Gray, 1847
- Magoforskalia Coen, 1937 † => Gibbula Risso, 1826
- Mawhero B. A. Marshall, 1998 => Micrelenchus (Mawhero) B. A. Marshall, 1998 => Micrelenchus Finlay, 1926
- Microamberleya Anistratenko & Anistratenko, 2007 † => Anceps Kolesnikov, 1939 †
- Moniliopsidea Tomlin, 1930 † => Amonilea Cossmann, 1920 †
- Neptheusa Leach, 1852 => Phorcus Risso, 1826
- Osilinus Philippi, 1847 => Phorcus Risso, 1826
- Plumbelenchus Finlay, 1926 => Cantharidus Montfort, 1810
- Sarmates Kolesnikov, 1939 † => Anceps Kolesnikov, 1939 †
- Scrobiculinus Monterosato, 1889 => Steromphala Gray, 1847
- Strigosella Sacco, 1896 => Scrobiculinus Monterosato, 1889 => Steromphala Gray, 1847
- Trochinella Iredale, 1937 => Calliotrochus P. Fischer, 1879
- Trochocochlea Mörch, 1852 => Phorcus Risso, 1826